# 九龙小檗
九龙小檗（学名：Berberis jiulongensis）为小檗科小檗属下的一个种。